# Khúc côn cầu trên cỏ tại Đại hội Thể thao Liên châu Mỹ 2023 – Giải đấu Nữ
Giải đấu nữ khúc côn cầu trên cỏ tại Đại hội Thể thao Liên châu Mỹ 2023 là giải đấu thứ 10 của nội dung thi đấu khúc côn cầu trên cỏ dành cho nữ tại Đại hội Thể thao Liên châu Mỹ. Giải đấu diễn ra trong khoảng thời gian mười ngày bắt đầu từ ngày 26 tháng 10 và kết thúc giải đấu bằng trận chung kết vào ngày 4 tháng 11.
Nhà đương kim vô địch Argentina đã giành được danh hiệu lần thứ tám khi đánh bại Hoa Kỳ 2–1 trong trận chung kết. Đội chủ nhà Chile đã giành huy chương đồng khi đánh bại Canada 2–0. Với tư cách là đội tuyển giành chiến thắng, Argentina đủ điều kiện trực tiếp tham dự Thế vận hội Mùa hè 2024 tại Paris, Pháp.

## Vòng loại
Tổng cộng có tám đội vượt qua vòng loại để tranh tài tại giải đấu. Với tư cách là nước chủ nhà, Chile tự động vượt qua vòng loại và tham dự giải đấu. Hai đội đứng đầu tại Đại hội Thể thao Nam Mỹ 2022 và Đại hội Thể thao Trung Mỹ và Caribe 2023 cũng đã vượt qua vòng loại. Số suất tham dự còn lại đến từ Cúp Liên châu Mỹ 2022. Khi Chile lọt vào top hai tại Đại hội Thể thao Nam Mỹ 2022, số đội vượt qua vòng loại đã được thêm vào Cúp Liên châu Mỹ 2022, nghĩa là bốn đội đủ điều kiện tham dự giải đấu. Nếu Canada và/hoặc Hoa Kỳ vẫn không vượt qua được vòng loại, một trận play-off giữa các quốc gia và đội xếp thứ ba tại Cúp Liên châu Mỹ sẽ diễn ra. Vì cả hai quốc gia đều vượt qua vòng loại nên trận play-off là không cần thiết và đội có thành tích tốt nhất kế tiếp tại Cúp Liên châu Mỹ (chưa vượt qua vòng loại) sẽ đủ điều kiện. Vào ngày 13 tháng 7 năm 2023, Liên đoàn Khúc côn cầu Liên châu Mỹ đã công bố các đội và bảng đấu đủ điều kiện tham gia giải đấu.

### Các đội vượt qua vòng loại
| Giải đấu vòng loại                       | Ngày diễn ra           | Chủ nhà       | Số suất tham dự | Các đội tuyển vượt qua vòng loại               |
| ---------------------------------------- | ---------------------- | ------------- | --------------- | ---------------------------------------------- |
| Quốc gia chủ nhà                         | —                      | —             | 1               | —                                              |
| Cúp Liên châu Mỹ 2022                    | 19–29 tháng 1          | Santiago      | 2 4             | Canada · Hoa Kỳ · Uruguay · Trinidad và Tobago |
| Đại hội Thể thao Nam Mỹ 2022             | 4–12 tháng 10          | Asunción      | 2               | Chile · Argentina                              |
| Đại hội Thể thao Trung Mỹ và Caribe 2023 | 27 tháng 6 – 5 tháng 7 | Santo Domingo | 2               | México · Cuba                                  |
| Tổng cộng                                | Tổng cộng              | Tổng cộng     | 8               |                                                |

- Chile lọt vào top hai tại Đại hội Thể thao Nam Mỹ 2022, nghĩa là số lượng quốc gia mà nước chủ nhà được phân bổ lại như một số lượng suất tham dự bổ sung thông qua Cúp Liên châu Mỹ 2022.
- Vì Canada và Hoa Kỳ đã vượt qua vòng loại Cúp Liên châu Mỹ nên một suất bổ sung đã có sẵn thông qua giải đấu này.

## Vòng sơ loại
Tất cả các giờ đều là giờ địa phương (UTC−4).

### Bảng A
| VT | Đội                | ST | T | H | B | BT | BB | HS  | Đ | Giành quyền tham dự    |
| -- | ------------------ | -- | - | - | - | -- | -- | --- | - | ---------------------- |
| 1  | Argentina          | 3  | 3 | 0 | 0 | 34 | 1  | +33 | 9 | Bán kết                |
| 2  | Hoa Kỳ             | 3  | 2 | 0 | 1 | 19 | 5  | +14 | 6 | Bán kết                |
| 3  | Uruguay            | 3  | 1 | 0 | 2 | 11 | 11 | 0   | 3 | Phân loại thứ hạng 5–8 |
| 4  | Trinidad và Tobago | 3  | 0 | 0 | 3 | 0  | 47 | −47 | 0 | Phân loại thứ hạng 5–8 |

| 26 tháng 10 năm 2023 09:30 |

| Argentina                                                                                | 8–0     | Uruguay |
| ---------------------------------------------------------------------------------------- | ------- | ------- |
| Gorzelany 8', 15' · Jankunas 27', 43' · Granatto 29', 32' · Thome 35' · Trinchinetti 55' | Báo cáo |         |

| Trọng tài: Ayanna McClean (TTO) Meghan McClennan (CAN) |

| 26 tháng 10 năm 2023 11:30 |

| Hoa Kỳ | 15–0    | Trinidad và Tobago |
| --- | ------- | ------------------ |
| Gonzales 2', 25' · Grega 11' · Hoffman 22', 28' · Zimmer 27' · Caarls 28', 29', 59' · Tamer 41', 47', 58' · Yeager 45' · Sessa 55' · Crouse 57' | Báo cáo |                    |

| Trọng tài: Natalia Lodeiro (URU) Victoria Pazos (ARG) |

| 28 tháng 10 năm 2023 09:30 |

| Uruguay                                                                             | 11–0    | Trinidad và Tobago |
| ----------------------------------------------------------------------------------- | ------- | ------------------ |
| Amadeo 13', 27', 29' · Viana 21', 21', 48', 53' · Algorta 26' · Vilar 31', 35', 58' | Báo cáo |                    |

| Trọng tài: Melina Illanes (ARG) Claudia Montino (CHI) |

| 28 tháng 10 năm 2023 11:30 |

| Hoa Kỳ   | 1–5     | Argentina                                          |
| -------- | ------- | -------------------------------------------------- |
| Grega 9' | Báo cáo | Granatto 13', 44' · Thome 22' · Gorzelany 50', 60' |

| Trọng tài: Emi Yamada (JPN) Ana Vázquez Escalanté (MEX) |

| 30 tháng 10 năm 2023 09:30 |

| Argentina | 21–0    | Trinidad và Tobago |
| --- | ------- | ------------------ |
| Campoy 9' · Cairó 12', 50' · Trinchinetti 17', 32' · Gorzelany 22', 23', 24', 36', 43', 58' · Raposo 27', 49' · Sauze 28' · Granatto 33', 40', 42' · Thome 40', 54' · Jankunas 43', 55' | Báo cáo |                    |

| Trọng tài: Victoria Pazos (ARG) Emi Yamada (JPN) |

| 30 tháng 10 năm 2023 17:30 |

| Uruguay | 0–3     | Hoa Kỳ                              |
| ------- | ------- | ----------------------------------- |
|         | Báo cáo | Tamer 27' · Sholder 28' · Sessa 29' |

| Trọng tài: Megan Robertson (CAN) Melina Illanes (ARG) |

### Bảng B
| VT | Đội       | ST | T | H | B | BT | BB | HS  | Đ | Giành quyền tham dự    |
| -- | --------- | -- | - | - | - | -- | -- | --- | - | ---------------------- |
| 1  | Chile (H) | 3  | 3 | 0 | 0 | 14 | 0  | +14 | 9 | Bán kết                |
| 2  | Canada    | 3  | 2 | 0 | 1 | 12 | 3  | +9  | 6 | Bán kết                |
| 3  | Cuba      | 3  | 0 | 1 | 2 | 2  | 10 | −8  | 1 | Phân loại thứ hạng 5–8 |
| 4  | México    | 3  | 0 | 1 | 2 | 1  | 16 | −15 | 1 | Phân loại thứ hạng 5–8 |

| 26 tháng 10 năm 2023 17:30 |

| Canada                                                | 7–1     | Cuba     |
| ----------------------------------------------------- | ------- | -------- |
| Thompson 3', 23', 60' · Walton 9', 39' · Rae 30', 46' | Báo cáo | Vera 54' |

| Trọng tài: Maggie Giddens (USA) Ana Vázquez Escalanté (MEX) |

| 26 tháng 10 năm 2023 19:30 |

| Chile                                                                         | 10–0    | México |
| ----------------------------------------------------------------------------- | ------- | ------ |
| Rojas 6', 50' · Urroz 16', 20', 29', 50' · Villagrán 38', 58', 59' · Tala 55' | Báo cáo |        |

| Trọng tài: Emi Yamada (JPN) Melina Illanes (ARG) |

| 28 tháng 10 năm 2023 17:30 |

| México      | 1–1     | Cuba     |
| ----------- | ------- | -------- |
| Cardiel 34' | Báo cáo | Vera 24' |

| Trọng tài: Meghan McLennan (CAN) Megan Robertson (CAN) |

| 28 tháng 10 năm 2023 19:30 |

| Canada | 0–2     | Chile                  |
| ------ | ------- | ---------------------- |
|        | Báo cáo | Caram 43' · Müller 44' |

| Trọng tài: Maggie Giddens (USA) Victoria Pazos (ARG) |

| 30 tháng 10 năm 2023 11:30 |

| México | 0–5     | Canada                                            |
| ------ | ------- | ------------------------------------------------- |
|        | Báo cáo | Johansen 13', 33', 56' · McManus 19' · Sawers 39' |

| Trọng tài: Ayanna McClean (TTO) Claudia Montino (CHI) |

| 30 tháng 10 năm 2023 19:30 |

| Chile                    | 2–0     | Cuba |
| ------------------------ | ------- | ---- |
| Villagrán 9' · Rojas 50' | Báo cáo |      |

| Trọng tài: Natalia Lodeiro (URU) Ana Vázquez Esclanté (MEX) |

## Phân loại thứ hạng năm đến tám

### Sơ đồ
|  | Cross-overs        | Cross-overs |            |   | Hạng năm | Hạng năm |
|  |                    |             |            |   |          |          |
|  | 2 tháng 11         |             |            |   |          |          |
|  |                    |             |            |   |          |          |
|  | Uruguay            | 3           |            |   |          |          |
|  | Uruguay            | 3           | 4 tháng 11 |   |          |          |
|  | México             | 0           |            |   |          |          |
|  | México             | 0           | Uruguay    | 3 |          |          |
|  | 2 tháng 11         |             | Uruguay    | 3 |          |          |
|  |                    | Cuba        | 0          |   |          |          |
|  | Cuba               | Cuba        | 0          | 1 |          |          |
|  | Cuba               |             |            | 1 |          |          |
|  | Trinidad và Tobago | 0           |            |   |          |          |
|  | Trinidad và Tobago | 0           | Hạng bảy   |   |          |          |
|  |                    |             |            |   |          |          |
|  | 4 tháng 11         |             |            |   |          |          |
|  |                    |             |            |   |          |          |
|  | México             | 0           |            |   |          |          |
|  | México             | 0           |            |   |          |          |
|  | Trinidad và Tobago | 1           |            |   |          |          |

### Cross-overs
| 2 tháng 11 năm 2023 09:30 |

| Uruguay                     | 3–0     | México |
| --------------------------- | ------- | ------ |
| Amadeo 17' · Viana 25', 36' | Báo cáo |        |

| Trọng tài: Meghan McClennan (CAN) Ayanna McClean (TTO) |

| 2 tháng 11 năm 2023 11:45 |

| Cuba         | 1–0     | Trinidad và Tobago |
| ------------ | ------- | ------------------ |
| Martínez 28' | Báo cáo |                    |

| Trọng tài: Claudia Montino (CHI) Natalia Lodeiro (URU) |

### Thứ hạng bảy và tám
| 4 tháng 11 năm 2023 09:30 |

| México | 0–1     | Trinidad và Tobago |
| ------ | ------- | ------------------ |
|        | Báo cáo | Thompson 14'       |

| Trọng tài: Natalia Lodeiro (URU) Claudia Montino (CHI) |

### Thứ hạng năm và sáu
| 4 tháng 11 năm 2023 11:45 |

| Uruguay                                    | 3–0     | Cuba |
| ------------------------------------------ | ------- | ---- |
| Algorta 19' · Amadeo 28' · Curutchague 42' | Báo cáo |      |

| Trọng tài: Meghan McLennan (CAN) Victoria Pazos (ARG) |

## Vòng tranh huy chương

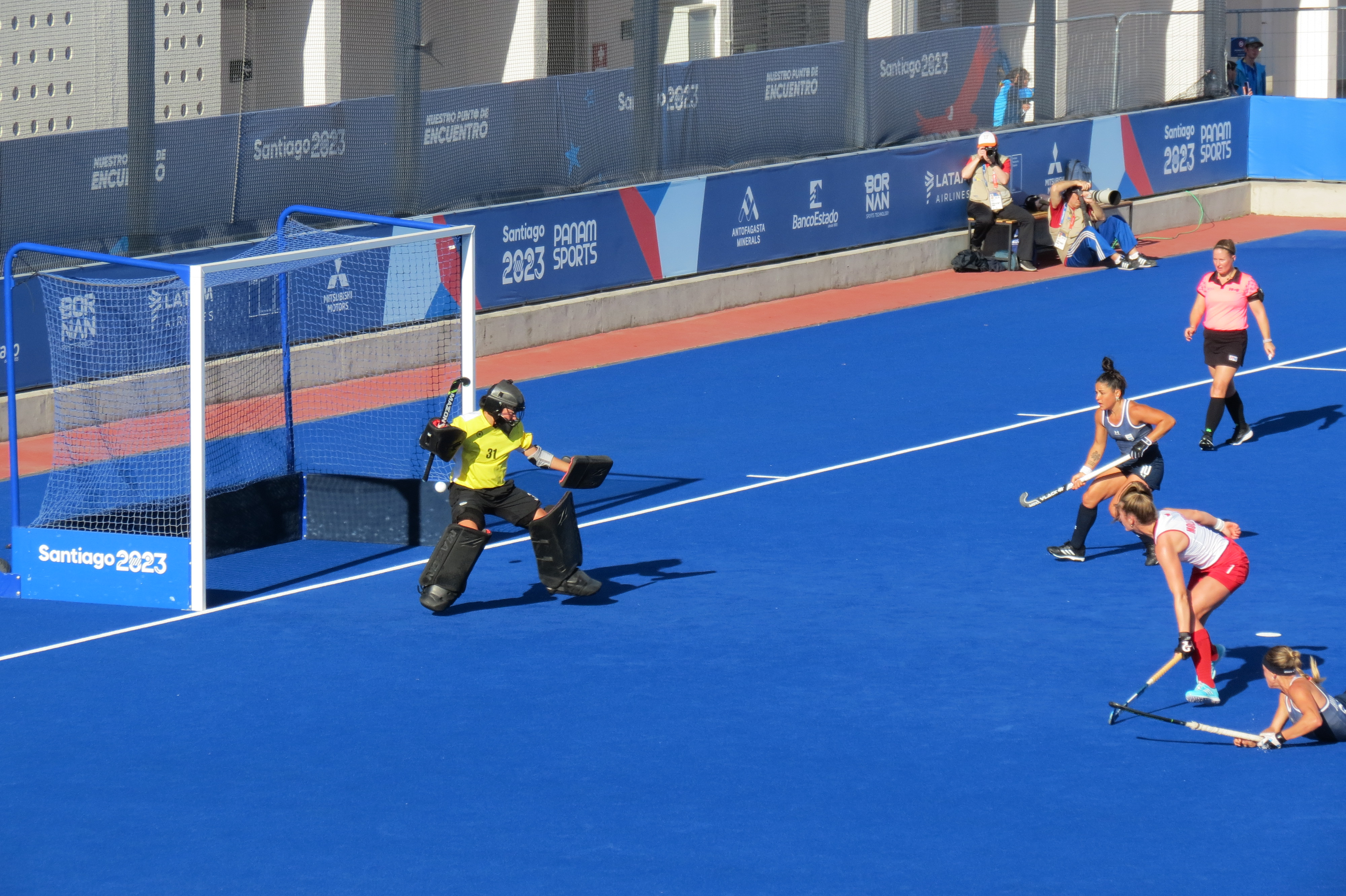
A moment of the Argentina v Canadá match

### Sơ đồ
|  | Bán kết    | Bán kết |                       |       | Tranh huy chương vàng | Tranh huy chương vàng |
|  |            |         |                       |       |                       |                       |
|  | 2 tháng 11 |         |                       |       |                       |                       |
|  |            |         |                       |       |                       |                       |
|  | Argentina  | 3       |                       |       |                       |                       |
|  | Argentina  | 3       | 4 tháng 11            |       |                       |                       |
|  | Canada     | 0       |                       |       |                       |                       |
|  | Canada     | 0       | Argentina             | 2     |                       |                       |
|  | 2 tháng 11 |         | Argentina             | 2     |                       |                       |
|  |            | Hoa Kỳ  | 1                     |       |                       |                       |
|  | Chile      | Hoa Kỳ  | 1                     | 1 (1) |                       |                       |
|  | Chile      |         |                       | 1 (1) |                       |                       |
|  | Hoa Kỳ     | 1 (3)   |                       |       |                       |                       |
|  | Hoa Kỳ     | 1 (3)   | Tranh huy chương đồng |       |                       |                       |
|  |            |         |                       |       |                       |                       |
|  | 4 tháng 11 |         |                       |       |                       |                       |
|  |            |         |                       |       |                       |                       |
|  | Canada     | 0       |                       |       |                       |                       |
|  | Canada     | 0       |                       |       |                       |                       |
|  | Chile      | 2       |                       |       |                       |                       |

### Bán kết
| 2 tháng 11 năm 2023 17:30 |

| Argentina                             | 3–0     | Canada |
| ------------------------------------- | ------- | ------ |
| Thome 26' · Jankunas 28' · Raposo 44' | Báo cáo |        |

| Trọng tài: Maggie Giddens (USA) Ana Vázquez Escalanté (MEX) |

| 2 tháng 11 năm 2023 19:45 |

| Chile                             | 1–1     | Hoa Kỳ                |
| --------------------------------- | ------- | --------------------- |
| Rojas 46'                         | Báo cáo | Sessa 12'             |
| Loạt luân lưu                     |         |                       |
| Avelli · Ananías · Müller · Urroz | 1–3     | Sessa · Sessa · Tamer |

| Trọng tài: Melina Illanes (ARG) Megan Robertson (CAN) |

### Tranh huy chương đồng
| 4 tháng 11 năm 2023 17:30 |

| Canada | 0–2     | Chile         |
| ------ | ------- | ------------- |
|        | Báo cáo | Rojas 2', 46' |

| Trọng tài: Maggie Giddens (USA) Ayanna McClean (TTO) |

### Tranh huy chương vàng
| 4 tháng 11 năm 2023 19:45 |

| Argentina                        | 2–1     | Hoa Kỳ    |
| -------------------------------- | ------- | --------- |
| Gorzelany 12' · Trinchinetti 51' | Báo cáo | Sessa 30' |

| Trọng tài: Emi Yamada (JPN) Megan Robertson (CAN) |

| Bản mẫu:Field hockey kit | Bản mẫu:Field hockey kit |

| GK               | 14 | Clara Barberi            |         |    |
| DF               | 2  | Sofía Toccalino          |         |    |
| DF               | 3  | Agustina Gorzelany       |         |    |
| DF               | 4  | Valentina Raposo         |         |    |
| DF               | 32 | Valentina Costa Biondi   |         |    |
| MF               | 5  | Agostina Alonso          |         |    |
| MF               | 17 | Rocío Sánchez Moccia (c) |         |    |
| MF               | 22 | Eugenia Trinchinetti     |         |    |
| MF               | 26 | Pilar Campoy             |         |    |
| FW               | 10 | María José Granatto      | 56'     |    |
| FW               | 28 | Julieta Jankunas         | 20' 49' |    |
| Thay người:      |    |                          |         |    |
| FW               | 11 | Delfina Thome            |         | 4' |
| MF               | 18 | Victoria Sauze           |         | 4' |
| MF               | 20 | Sofía Cairó              |         | 5' |
| DF               | 50 | Juana Castellaro         |         | 6' |
| Huấn luyện viên: |    |                          |         |    |
| Fernando Ferrara |    |                          |         |    |

| GK               | 31 | Kelsey Bing       |     |    |
| DF               | 13 | Ashley Hoffman    |     |    |
| DF               | 21 | Alexandra Hammel  |     |    |
| MF               | 16 | Linnea Gonzales   |     |    |
| MF               | 2  | Meredith Sholder  | 49' |    |
| MF               | 3  | Ashley Sessa      |     |    |
| MF               | 25 | Karlie Kisha      |     |    |
| MF               | 12 | Amanda Golini     |     |    |
| FW               | 1  | Abigail Tamer     |     |    |
| FW               | 9  | Madeleine Zimmer  |     |    |
| FW               | 20 | Leah Crouse       |     |    |
| Thay người:      |    |                   |     |    |
| FW               | 4  | Danielle Grega    |     | 4' |
| DF               | 7  | Jillian Wolgemuth |     | 4' |
| MF               | 14 | Sanne Caarls      |     | 3' |
| MF               | 17 | Elizabeth Yeager  |     | 3' |
| MF               | 27 | Emma DeBerdine    |     | 3' |
| Huấn luyện viên: |    |                   |     |    |
| David Passmore   |    |                   |     |    |

| GK               | 14 | Clara Barberi            |         |    |
| DF               | 2  | Sofía Toccalino          |         |    |
| DF               | 3  | Agustina Gorzelany       |         |    |
| DF               | 4  | Valentina Raposo         |         |    |
| DF               | 32 | Valentina Costa Biondi   |         |    |
| MF               | 5  | Agostina Alonso          |         |    |
| MF               | 17 | Rocío Sánchez Moccia (c) |         |    |
| MF               | 22 | Eugenia Trinchinetti     |         |    |
| MF               | 26 | Pilar Campoy             |         |    |
| FW               | 10 | María José Granatto      | 56'     |    |
| FW               | 28 | Julieta Jankunas         | 20' 49' |    |
| Thay người:      |    |                          |         |    |
| FW               | 11 | Delfina Thome            |         | 4' |
| MF               | 18 | Victoria Sauze           |         | 4' |
| MF               | 20 | Sofía Cairó              |         | 5' |
| DF               | 50 | Juana Castellaro         |         | 6' |
| Huấn luyện viên: |    |                          |         |    |
| Fernando Ferrara |    |                          |         |    |

| GK               | 31 | Kelsey Bing       |     |    |
| DF               | 13 | Ashley Hoffman    |     |    |
| DF               | 21 | Alexandra Hammel  |     |    |
| MF               | 16 | Linnea Gonzales   |     |    |
| MF               | 2  | Meredith Sholder  | 49' |    |
| MF               | 3  | Ashley Sessa      |     |    |
| MF               | 25 | Karlie Kisha      |     |    |
| MF               | 12 | Amanda Golini     |     |    |
| FW               | 1  | Abigail Tamer     |     |    |
| FW               | 9  | Madeleine Zimmer  |     |    |
| FW               | 20 | Leah Crouse       |     |    |
| Thay người:      |    |                   |     |    |
| FW               | 4  | Danielle Grega    |     | 4' |
| DF               | 7  | Jillian Wolgemuth |     | 4' |
| MF               | 14 | Sanne Caarls      |     | 3' |
| MF               | 17 | Elizabeth Yeager  |     | 3' |
| MF               | 27 | Emma DeBerdine    |     | 3' |
| Huấn luyện viên: |    |                   |     |    |
| David Passmore   |    |                   |     |    |

## Thống kê

### Bảng xếp hạng cuối cùng
| VT | Đội                | Giành quyền tham dự                        |
| -- | ------------------ | ------------------------------------------ |
| 1  | Argentina          | Thế vận hội Mùa hè 2024                    |
| 2  | Hoa Kỳ             | Giải đấu vòng loại Thế vận hội Mùa hè 2024 |
| 3  | Chile (H)          | Giải đấu vòng loại Thế vận hội Mùa hè 2024 |
| 4  | Canada             | Giải đấu vòng loại Thế vận hội Mùa hè 2024 |
| 5  | Uruguay            |                                            |
| 6  | Cuba               |                                            |
| 7  | Trinidad và Tobago |                                            |
| 8  | México             |                                            |

### Cầu thủ ghi bàn
Đã có 111 bàn thắng ghi được trong 20 trận đấu, trung bình 5.55 bàn thắng mỗi trận đấu.
11 bàn thắng
- Agustina Gorzelany

7 bàn thắng
- María Granatto

6 bàn thắng
- Denise Rojas
- Teresa Viana

5 bàn thắng
- Julieta Jankunas
- Delfina Thome
- Sol Amadeo

4 bàn thắng
- Eugenia Trinchinetti
- Manuela Urroz
- Fernanda Villagrán
- Ashley Sessa
- Abigail Tamer

3 bàn thắng
- Valentina Raposo
- Karli Johansen
- Madison Thompson
- Sanne Caarls
- Manuela Vilar

2 bàn thắng
- Sofía Cairó
- Thora Rae
- Chloe Walton
- Yuraima Vera
- Linnea Gonzales
- Danielle Grega
- Ashley Hoffman
- Milagros Algorta

1 bàn thắng
- Pilar Campoy
- Victoria Sauze
- Sara McManus
- Audrey Sawers
- Camila Caram
- Laura Müller
- Francisca Tala
- Jennifer Martínez
- Dariana Cardiel
- Gabrielle Thompson
- Leah Crouse
- Meredith Sholder
- Elizabeth Yeager
- Madeleine Zimmer
- Guadalupe Curutchague

Nguồn: FIH